# Buckelater
Buckelater is een geslacht van kevers uit de familie  
kniptorren (Elateridae).
Het geslacht is voor het eerst wetenschappelijk beschreven in 1973 door Costa.

## Soorten
Het geslacht omvat de volgende soort:
- Buckelater argutus Costa, 1973